# 漢弗萊氏魮
漢弗萊氏魮（学名：Barbus humphri）為輻鰭魚綱鯉形目鯉科的其中一個種。該物種於1976年由Keith Edward Banister描述，分布於非洲剛果民主共和國Tabie河流域，體長可達21.4公分。

## 扩展阅读
維基物種上的相關：漢弗萊氏魮